# Monica Potter
Monica Potter, geboren als  Monica Gregg Brokaw (Cleveland, 30 juni 1971), is een Amerikaans actrice. Ze werd in 2014 genomineerd voor een Golden Globe voor haar bijrol als Kristina Braverman in de dramaserie Parenthood. Daarnaast werd ze in 2006 genomineerd voor een Screen Actors Guild Award samen met de gehele cast van de advocatenserie Boston Legal. Potter maakte in 1994 haar acteerdebuut als Sharon Newman in de soapserie The Young and the Restless. Twee jaar later was ze voor het eerst te zien op het witte doek, in een naamloos bijrolletje in de actiekomedie Bulletproof.

## Filmografie
*Exclusief televisiefilms
- The Last House on the Left (2009)
- Lower Learning (2008)
- Saw (2004)
- I'm with Lucy (2002)
- Along Came a Spider (2001)
- Head Over Heels (2001)
- Heaven or Vegas (1999)
- Patch Adams (1998)
- Without Limits (1998)
- Martha, Meet Frank, Daniel and Laurence (1998)
- A Cool, Dry Place (1998)
- Con Air (1997)
- Bulletproof (1996)

## Televisieseries
*Exclusief eenmalige gastrollen
- Wisdom of the Crowd - Alex Hale (2017-2018, dertien afleveringen)
- Parenthood - Kristina Braverman (2010-2015, 103 afleveringen)
- Trust Me - Sarah Krajicek-Hunter (2009, dertien afleveringen)
- Boston Legal - Lori Colson (2004-2005, 21 afleveringen)
- The Young and the Restless - Sharon Newman (1994, ... afleveringen)

## Privé
Potter trouwde in juni 2005 met Daniel Christopher Allison, met wie ze twee maanden later dochter Molly Brigid Allison kreeg. Ze was daarvoor van 1990 tot en met 1998 getrouwd met Tom Potter. Samen met hem kreeg ze in 1990 zoon Daniel Potter en in 1994 zoon Liam Potter.
- Biblioteca Nacional de España: XX1065291
- Bibliothèque nationale de France: cb140237401 (data)
- Catàleg d'autoritats de noms i títols de Catalunya: 981058511240206706
- Gemeinsame Normdatei: 142049557
- International Standard Name Identifier: 0000 0001 1023 8918
- Library of Congress Control Number: no99036291
- Nationale Bibliotheek van Tsjechië: xx0144998
- Nationale Bibliotheek van Israël: 987007454403105171
- Nationale Bibliotheek van Polen: a0000001698304
- Nederlandse Thesaurus van Auteursnamen: 182312798
- SNAC: w6p289k3
- Système universitaire de documentation: 074138766
- Virtual International Authority File: 32196763
- WorldCat: E39PBJq6YCmPWQTxwff3yVXmVC